# Tantilla tayrae
Tantilla tayrae là một loài rắn trong họ Rắn nước. Loài này được Wilson mô tả khoa học đầu tiên năm 1983.